# IC 5367
IC 5367 је спирална галаксија у сазвјежђу Пегаз која се налази на листи објеката дубоког неба у Индекс каталогу.
Деклинација објекта је + 22° 26' 59" а ректасцензија 23h 58m 38,8s. Привидна величина (магнитуда) објекта IC 5367 износи 16,0 а фотографска магнитуда 16,8. IC 5367 је још познат и под ознакама NPM1G +22.0730, PGC 1670097.